# Anton Frederik Lützow
Anton Frederik Lützow (26. december 1744 – 27. juli 1819) var en dansk søofficer.
Han var søn af kommandør Adam Frederik Lützow og hustru Sara von Suckow (1719-1791), blev 1763 sekondløjtnant, 1767 premierløjtnant, 1773 kaptajnløjtnant, 1781 kaptajn, 1790 kommandørkaptajn, 1799 kommandør, 1809 kontreadmiral og 1817 viceadmiral.
Lützow var i en lang periode en meget benyttet officer, der deltog i adskillige interessante togter. Foruden at han jævnlig var udkommanderet i de årlige eskadrer, var han således om bord i orlogsskibet Mars 1770 i admiral Frederik Christian Kaas' uheldige ekspedition til Algier, 1779-80 med i orlogsskibet Holstens togt til Guinea og Det gode Håbs forbjerg, på hvilket togt 84 mand af besætningen døde, og 1783 med orlogsskibet Oldenberg til Middelhavet (St. Helena) for at beskytte den ostindiske handel. Senere blev han en anset og ofte benyttet skibschef; blandt hans togter skal nævnes, at han 1798-99 var chef for Oldenborg til Ostindien. 1781 blev han viceekvipagemester på Gammelholm, 1789 søtøjmester og 1792(-97) virkelig ekvipagemester. I denne stilling blev han 1797 anklaget for mangelfuldt tilsyn med besigtelser og idømt 3 måneders arrest. 1799 blev Lützow direktør for Skillings-Ligkassen i København. 1800, da den engelske admiral Manley Dixon mødte i Øresund med en engelsk eskadre, blev der til hovedstadens sikkerhed anlagt en flydende defension på Københavns Red, for hvilken Lützow blev chef. 1805 var han chef for en øvelseseskadre. Han døde 27. august 1819 efter 1817 at være blevet Kommandør af Dannebrogordenen.

## Familie
Gift 1. gang 1767 med Elisabeth Birgitte Wigandt (14. oktober 1747 – 19. november 1806), datter af kaptajn Tobias Wiegandt (Rosbach Michelbecker)(1706-1758) og og hustru Elisabeth Maria Platou; 2. gang med Birgitte Marie von Haven, født Lottrup (1767-1851).
Børn med Elisabeth Birgitte Wigandt:
- Marie Lützow (1767-1830), gift med oberst Eilert Peter Tscherning (1767-1832)
- Adam Friderich Lützow (1768-)
- Generalmajor Adam Tobias Lützow (1775-1844), gift med "Bolette" Rasmussen
- Sara Christine Lützow (1778-1853), gift 1. gang med sognepræst Frederik Christian von Haven (1752-1802); 2. gang med krigsråd Johannes Løvmand (1770-1826)
- Hendrikke Dorothea Sophie Lützow (1781-1825)